# Pątnów Legnicki
Pątnów Legnicki est une localité polonaise de la gmina de Kunice, située dans le powiat de Legnica en voïvodie de Basse-Silésie.